# CRuMs
CRuMs (Crumalia) – klad jednokomórkowych eukariontów wyróżniany w niektórych systemach taksonomicznych.
Klad ten wyróżnił zespół protistologów na podstawie podobieństwa genetycznego. W momencie publikacji (2018) autorzy uznali, że jest za mało danych, aby opisać go formalnie jako takson. Podjął się tego zespół Iwana Zmitrowicza, nadając rangę królestwa i nazwę Crumalia. Klad ten odpowiada wyróżnianemu przez Thomasa Cavalier-Smitha taksonowi Varisulca.
Nazwa CRuMs jest skrótowcem od nazw obejmowanych taksonów: Collodictyonidae, Rigifilida i Mantamonas. Nawiązuje do angielskiego słowa 'okruch' ze względu na niewielką znaną wówczas liczbę przedstawicieli. Do 2025 w trzech kladach tworzących CRuMs wyróżniano 12 gatunków, po czym dołączono czwarty klad obejmujący rodzaj Glissandra.
Zgodnie z opisem definiującym królestwo Crumalia jego przedstawiciele mają formę pełzaka lub wiciowca o komórkach mniej lub bardziej spłaszczonych grzbietobrzusznie z wyraźnym cytostomem okrytych pelikulą. W razie występowania wici występuje ich od 2 do 4. Gatunki nieuwicione wytwarzają filopodia. Mitochondria z grzebieniami płaskimi, tubularnymi lub nieregularnymi.  Poszczególne grupy wchodzące w skład kladu są zróżnicowane. Diphylleida (Collodictyonida) są słodkowodnymi wiciowcami aktywnie pływającymi, podczas gdy Mantamonas i Glissandra używają wici do ruchu ślizgowego. Rigifilida nie mają wici. Oprócz nich nibynóżki może wytwarzać też Mantamonas. Pelikula znajduje się pod błoną komórkową i może mieć jedną lub dwie warstwy. Nie pokrywa całej komórki, umożliwiając wysuwanie nibynóżek lub wici i pobieranie pokarmu.
CRuMs są uważane za grupę siostrzaną wobec Amorphea, tworząc z nimi klad Podiata. Wykazują pewne podobieństwo do zaliczanych do tamtej grupy Apusomonadidae.